# Tamazula de Gordiano
Tamazula de Gordiano är en ort i Mexiko.   Den ligger i kommunen Tamazula de Gordiano och delstaten Jalisco, i den södra delen av landet, 400 km väster om huvudstaden Mexico City. Tamazula de Gordiano ligger 1 140 meter över havet och antalet invånare är 18 397.
Terrängen runt Tamazula de Gordiano är kuperad. Runt Tamazula de Gordiano är det ganska glesbefolkat, med 27 invånare per kvadratkilometer. Närmaste större samhälle är Tuxpan, 19,0 km sydväst om Tamazula de Gordiano. I omgivningarna runt Tamazula de Gordiano växer huvudsakligen savannskog.